# Fußball-Verbandsliga Rheinland 1990/91
Die Fußball-Verbandsliga Rheinland 1990/91 war die 39. Spielzeit der höchsten Spielklasse im Fußballverband Rheinland. Sie war auf der vierten Ligenebene unterhalb der Oberliga Südwest angesiedelt und wurde in einer Staffel ausgetragen.
Im Vergleich zur Vorsaison war der SV Leiwen nach vier Jahren wieder aus der Oberliga Südwest abgestiegen. Aus den Landesligen kamen die drei Aufsteiger SG Bad Marienberg/Nistertal (Rückkehr nach 14 Jahren), SG Ellingen-Bonefeld-Willroth (Wiederaufstieg nach einer Saison) und Hermeskeiler SV (erstmals in der höchsten Spielklasse des Rheinlands) hinzu.
Rheinlandmeister wurde zum dritten Mal der VfB Wissen, der damit nach zwei Spielzeiten wieder in die Oberliga Südwest aufstieg.
Am Saisonende mussten die Mannschaften auf den letzten drei Plätzen absteigen. Die Spvgg Andernach verließ die Verbandsliga nach zwölf Jahren wieder, der FC Bitburg nach zehn Jahren und die Sportfreunde Daaden nach drei Spielzeiten.

## Teilnehmer
| Verein                        | Ort                         | Kreis                     | Qualifikation                              |
| ----------------------------- | --------------------------- | ------------------------- | ------------------------------------------ |
| SV Leiwen                     | Leiwen                      | Trier-Saarburg            | Absteiger aus der Oberliga Südwest         |
| SG 06 Betzdorf                | Betzdorf                    | Altenkirchen (Westerwald) | 2. Platz 1989/90                           |
| VfB Wissen                    | Wissen                      | Altenkirchen (Westerwald) | 3. Platz 1989/90                           |
| SV Wittlich                   | Wittlich                    | Bernkastel-Wittlich       | 4. Platz 1989/90                           |
| VfL Bad Ems                   | Bad Ems                     | Rhein-Lahn-Kreis          | 5. Platz 1989/90                           |
| FV Engers 07                  | Neuwied                     | Neuwied                   | 6. Platz 1989/90                           |
| TuS Koblenz                   | Koblenz                     |                           | 7. Platz 1989/90                           |
| SG Streif Prüm                | Prüm                        | Bitburg-Prüm              | 8. Platz 1989/90                           |
| Sportfreunde Daaden           | Daaden                      | Altenkirchen (Westerwald) | 9. Platz 1989/90                           |
| Eintracht Trier II            | Trier                       |                           | 10. Platz 1989/90                          |
| Ahrweiler BC                  | Bad Neuenahr-Ahrweiler      | Ahrweiler                 | 11. Platz 1989/90                          |
| SV Tälchen Krettnach          | Konz                        | Trier-Saarburg            | 12. Platz 1989/90                          |
| FC Bitburg                    | Bitburg                     | Bitburg-Prüm              | 13. Platz 1989/90                          |
| BSV Weißenthurm               | Weißenthurm                 | Mayen-Koblenz             | 14. Platz 1989/90                          |
| Spvgg Andernach               | Andernach                   | Mayen-Koblenz             | 15. Platz 1989/90                          |
| SG Bad Marienberg/Nistertal   | Bad Marienberg (Westerwald) | Westerwaldkreis           | Aufsteiger aus der Landesliga Nord 1989/90 |
| SG Ellingen-Bonefeld-Willroth | Straßenhaus                 | Neuwied                   | Aufsteiger aus der Landesliga Nord 1989/90 |
| Hermeskeiler SV               | Hermeskeil                  | Trier-Saarburg            | Aufsteiger aus der Landesliga Süd 1989/90  |

## Tabelle
| Pl. | Verein                            | Sp. | S  | U  | N  | Tore    | Diff. | Punkte |
| --- | --------------------------------- | --- | -- | -- | -- | ------- | ----- | ------ |
| 1.  | VfB Wissen                        | 34  | 23 | 9  | 2  | 069:250 | +44   | 55:13  |
| 2.  | SV Wittlich                       | 34  | 22 | 9  | 3  | 079:210 | +58   | 53:15  |
| 3.  | SV Leiwen (A)                     | 34  | 21 | 10 | 3  | 072:260 | +46   | 52:16  |
| 4.  | SG 06 Betzdorf                    | 34  | 20 | 11 | 3  | 064:240 | +40   | 51:17  |
| 5.  | SG Streif Prüm                    | 34  | 20 | 7  | 7  | 071:310 | +40   | 47:21  |
| 6.  | VfL Bad Ems                       | 34  | 21 | 5  | 8  | 080:430 | +37   | 47:21  |
| 7.  | TuS Koblenz                       | 34  | 13 | 9  | 12 | 054:430 | +11   | 35:33  |
| 8.  | FV Engers 07                      | 34  | 10 | 8  | 16 | 051:650 | −14   | 28:40  |
| 9.  | Hermeskeiler SV (N)               | 34  | 8  | 12 | 14 | 035:530 | −18   | 28:40  |
| 10. | Eintracht Trier II                | 34  | 9  | 10 | 15 | 023:500 | −27   | 28:40  |
| 11. | SV Tälchen Krettnach              | 34  | 9  | 9  | 16 | 039:470 | −8    | 27:41  |
| 12. | Ahrweiler BC                      | 34  | 10 | 7  | 17 | 033:490 | −16   | 27:41  |
| 13. | BSV Weißenthurm                   | 34  | 10 | 7  | 17 | 048:720 | −24   | 27:41  |
| 14. | SG Bad Marienberg/Nistertal (N)   | 34  | 6  | 13 | 15 | 035:520 | −17   | 25:43  |
| 15. | SG Ellingen-Bonefeld-Willroth (N) | 34  | 5  | 14 | 15 | 028:540 | −26   | 24:44  |
| 16. | Spvgg Andernach                   | 34  | 5  | 11 | 18 | 028:630 | −35   | 21:47  |
| 17. | FC Bitburg                        | 34  | 6  | 7  | 21 | 030:780 | −48   | 19:49  |
| 18. | Sportfreunde Daaden               | 34  | 7  | 4  | 23 | 034:770 | −43   | 18:50  |

| (M) | Staffelsieger der Verbandsliga Rheinland 1989/90 |
| (A) | Absteiger aus der Oberliga Südwest 1989/90       |
| (N) | Aufsteiger aus der Landesliga 1989/90            |